# Stefan (archevêque d'Uppsala)
Stefan ou Stephanus (né avant 1143 – mort le 18 juillet ou août 1185) il est le premier archevêque d'Uppsala en Suède à partir de 1164 jusqu'à sa mort.

## Biographie
Stefan ou Stephanus est un moine cistercien de l'abbaye d'Alvastra dont il est l'un des fondateurs en 1143. Son origine est inconnue mais on estime qu'il vient d'Angleterre ou d'Allemagne car à cette époque de nombreux moines en Scandinavie proviennent de ces régions et son nom n'est pas d'un usage commun en Suède à cette époque
En 1164 Stefan est envoyé comme ambassadeur à Sens en France par le roi Karl Sverkersson afin de rencontrer le Pape Alexandre III. Le pontife s'était réfugié à Sens du fait de troubles dans sa ville de Rome et à Sens est également présent Eskil l'Archevêque de Lund au Danemark, qui avait été obligé de s'exiler du fait de son conflit avec le roi Valdemar Ier de Danemark et de son refus de reconnaitre l'antipape de l'empereur Frédéric Barberousse; Victor IV.
L'église suédoise dépendait originairement de l'archevêque de Hambourg-Brême et depuis 1103 de l'archevêque de Lund. Le Pape accepte alors de doter le royaume de Suède d'un archevêché. Cette promotion était envisagée depuis une décennie mais la décision avait été différée du fait des conflits qui opposaient les prétendants au trône dans le pays. Un pallium avait cependant été préparé à Lund pour cette occasion et Eskil de Lund l'avait emporté avec lui en quittant le Danemark. Le pallium est attribué à Stefan, consacré par Eskil en présence du pape Alexandre III un premier dimanche d'août 1164. Désormais la Suède constitue une province ecclésiastique distincte. L'Archevêque de Lund est maintenu comme primat d'Uppsala, ce qui lui laisse le droit de consacrer l'archevêque d'Uppsala. Cette primatie fut maintenue pendant un siècle jusqu'à ce que les conflits entre les deux royaumes entrainent l'indépendance totale de l'archevêché d'Uppsala, et qu'ensuite les archevêques doivent se rendre à Rome afin d'être consacrés par le Pape. Un document qui semble être un protocole de la réunion de Sens est toujours détenu par la Bibliothèque royale de suède.

## Source de la traduction
- (en) Cet article est partiellement ou en totalité issu de l’article de Wikipédia en anglais intitulé « Stefan (Archbishop of Uppsala) » (voir la liste des auteurs).